# Nimrod (barco)
El Nimrod fue el barco utilizado por Ernest Shackleton en 1908 durante una expedición a la Antártida. Era una goleta de tres mástiles, con tonelaje de 334 toneladas utilizado anteriormente para cazar focas y ballenas.
Shackleton compró el barco por 5.000 libras para convertirlo en una goleta de tres mástiles y adaptarlo para la navegación polar. El barco disponía además de un motor de vapor auxiliar, pero la velocidad no superaba los 6 nudos.
El Nimrod iba tan cargado al inicio de la expedición que no pudo llevar suficiente carbón para hacer el viaje desde Nueva Zelanda a la Antártida. Fue seguido por un barco de apoyo llamado Kooonya, que fue sufragado  en un 50% por el gobierno neozelandés y el otro 50% por James Mills, presidente de la Union Steamship Company.
El Nimrod fue inicialmente bajo las órdenes de Rupert England, pero Shackleton, no contento con él, le reemplazó por Frederick Pryce Evans, que aceptó la oferta. El barco fue revendido a su regreso a Inglaterra.
Un cierto número de puntos geográficos de la Antártida llevan el nombre del barco, como el glaciar Nimrod.

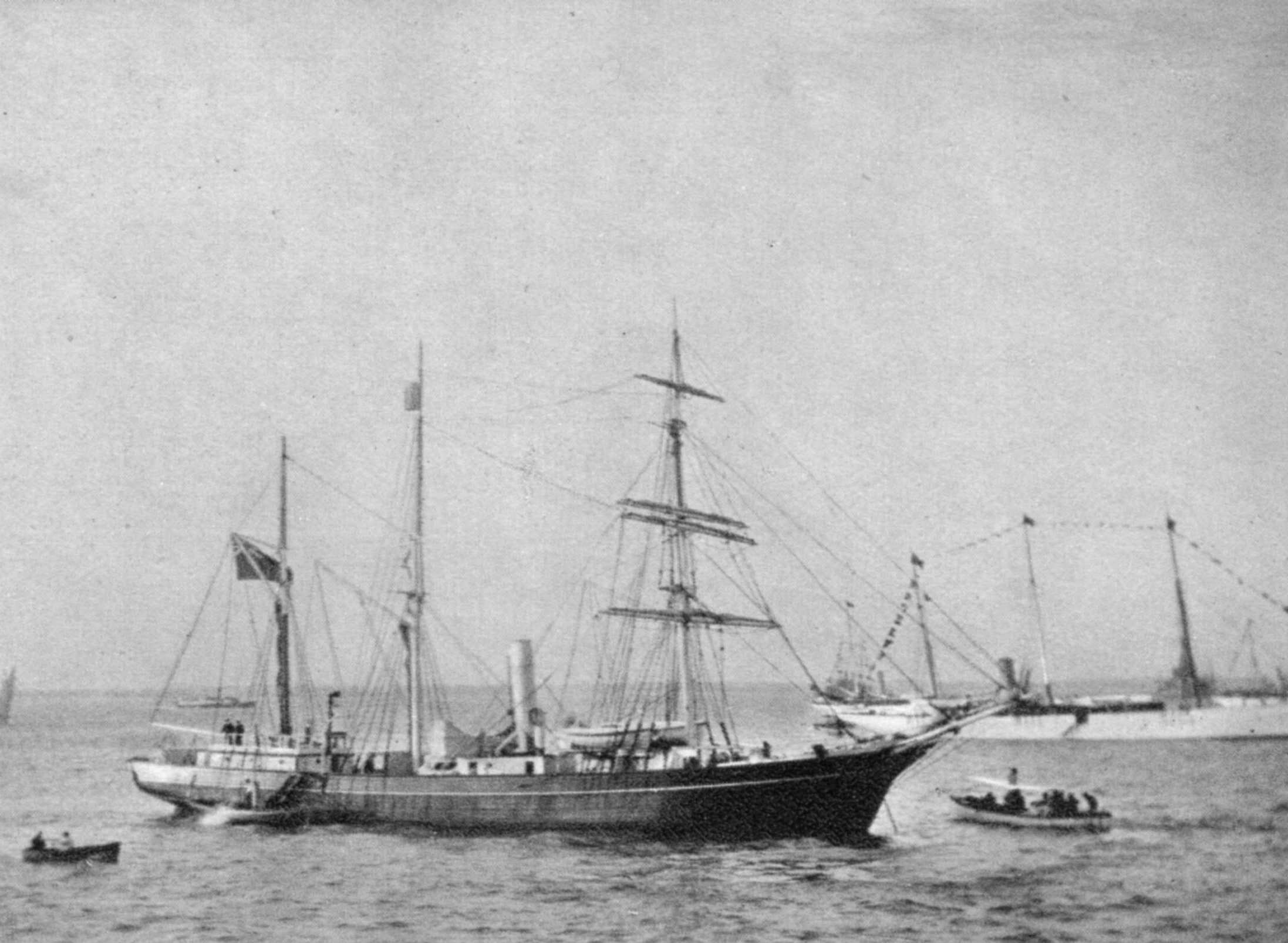
El inicio del viaje a la Antártida.